# Katedralen i Girona
Katedralen i Girona (katalanska: Santa Maria de Girona eller Catedral de Girona) är en romersk-katolsk kyrkobyggnad i Girona, i Katalonien (Spanien). Den är katedral i Gironas romersk-katolska stift, som lyder under Tarragonas ärkestift.
Katedralen invigdes 1038, då byggd i romansk stil, och har i omgångar byggts om i mer gotisk stil. Den har med 23 meter det bredaste skeppet bland gotiska kyrkobyggnader. I kyrkans stiftsmuseum hänger Skapelsen, ett medeltida broderi av ovanligt slag.

## Historia

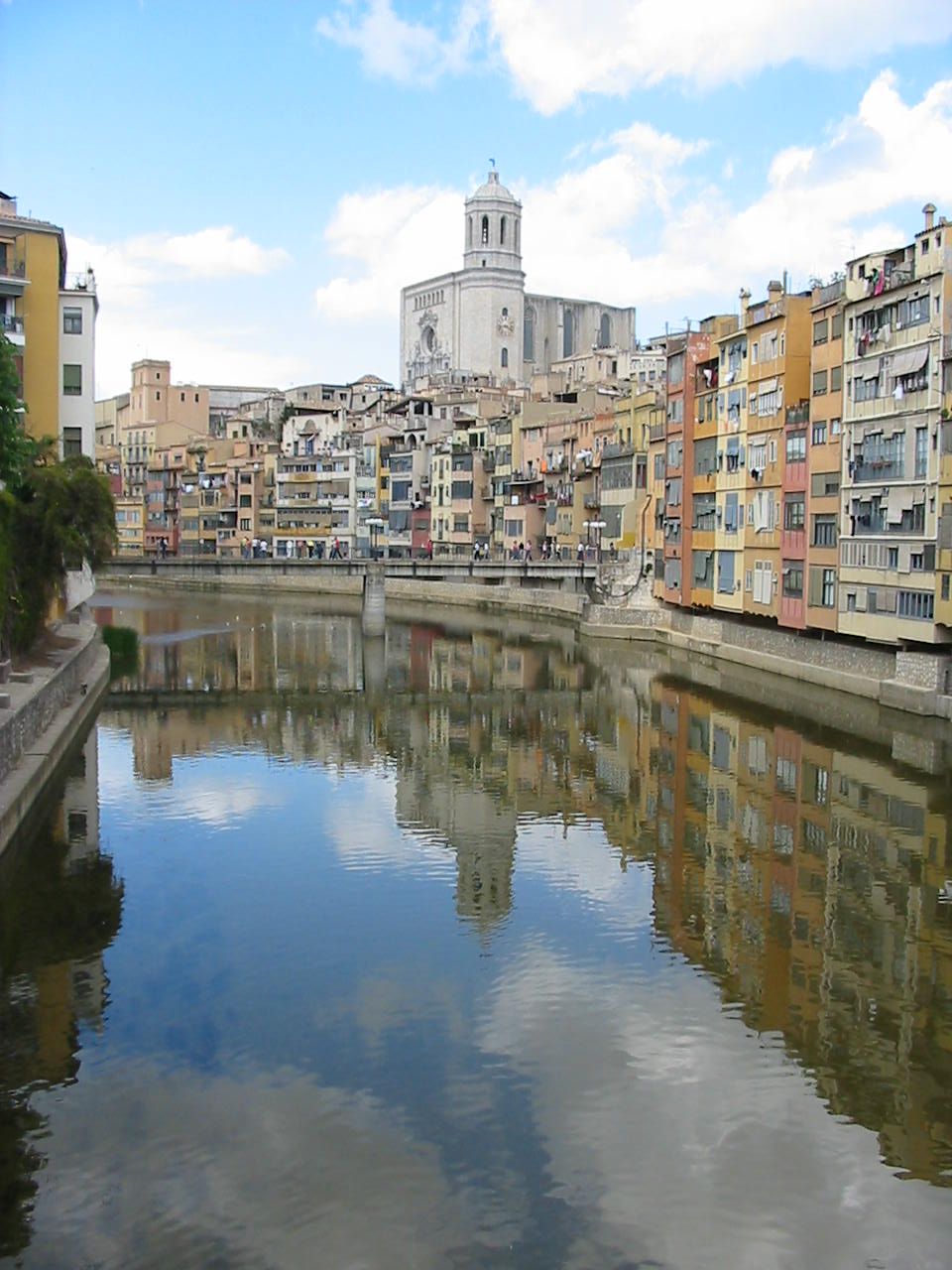
Vy över det centrala Girona vid floden Onyar, med katedralen i fonden.

### Bakgrund
Stiftet i Girona, med dess biskop, har rötter från 400-talet, med den förste kände biskopen omnämnd år 516. Enligt några dokument från 600-talet var den kristna traditionen på orten jämförbar med i motsvarande stift i Toledo och Sevilla; alla stiften var då del av visigoternas rike. Själva Girona har en bakgrund som den romerska staden 'Gerunda.
Därefter skedde den moriska invasionen av Iberiska halvön, och området blev del av Al-Andalus. Mellan åren 715 och 785 var området under muslimskt herravälde.

### Medeltida kyrkobyggen
Hur den första kyrkobyggnaden i Gironas stift såg ut är okänt. Någon central kyrkobyggnad lär ha funnits där, då man år 834 emottog besök från kung Ludvig den fromme, vars frankiska rike regionen då tillhörde. År 908 invigde biskop Wigo en ny kyrkobyggnad, tillägnad jungfru Maria (i likhet med franska kyrkor med namn på Notre Dame och tyska med Marien-)
1038 invigdes ytterligare en centralkyrka i Gironas stift, denna gång rest i romansk stil och planerad sedan sent 900-tal. Det är denna byggnad som än idag fungerar som katedral i Girona, och den reser sig fortfarande över den i övrigt låga bebyggelsen i stadskärnan. Återkommande till- och ombyggnader har dock gjort att få delar idag återstår från 1038 års kyrkobyggnad. 
Bygget av katedralens klocktorn inleddes år 1050 och avslutades först 82 år senare. Det anslutande klostret byggdes även det under 1100-talet. Från byggena under denna tid återstår idag även Carlemany-tornet (senare använt som stöd för det gotiska skeppet), kryptan och sakristian (som idag fungera som kapell).
Därefter inleddes från 1312 en ny period av ny- och ombyggnader, nu i gotisk stil. Under denna fas konstruerades till att börja med absiden, liksom det omgivande ambulatoriet. När väl dessa var avslutade inleddes 1347 arbetena med att resa ett nytt långhus, med mittskepp och två sidoskepp.
Efter en tio år lång rivning av det romanska långskeppet började man 1357 konstruera ett långhus i gotisk stil, under ledning av byggmästarna Pere Capmagre (perioden 1357–59), Francesc Saplana (1360–68) och Pere Sacoma (1368–93). Det var den senare som slutligen bestämde sig för att låta långskeppet bestå av ett enda skepp, utan sidoskepp. 
Beslutet att konstruera kyrkan utan sidoskepp ledde till ett långt uppehåll i bygget, och mellan 1386 och 1416 genomfördes två olika expertsammankomster, Vid den första sammankomsten lutade man åt att ett enda valv inte var tillräckligt solitt, och man rekommenderade att man trots allt skulle fortsätta med grundplanen med ett mittskepp och två sidoskepp. Vid den andra sammankomsten segrade dock idén på ett enda skepp, och bygget återupptogs 1417 under ledning av byggmästaren Antoni Canet. Under 1417 inreddes ett antal gravvalv i kyrkan, inklusive för Ramon Berenguer II, grevinnan Mafalda och biskopen Bernat de Pau.

### Senare århundraden
Bygget av långhuset låg även senare nere i perioder och avslutades till största delen först 1604, med vissa arbeten inte färdigställda förrän in på 1700-talet. Då mätte det färdiga långhuset 50 meter på längden, var 34 meter högt och 23 meter brett. Den senare siffran gör katedralen till kyrkan med det vidaste gotiska kyrkovalvet i Katalonien, liksom ett av de vidaste i världen i någon kyrka. Som jämförelse är motsvarande valv i Peterskyrkan i Rom 25 meter brett.
När långhuset färdigställdes hade den gotiska arkitekturen i allmänhet fått ge vika för barock. Medan långhuset aldrig tog intryck av denna senare stil, inleddes 1680 bygget av en kyrkofasad i barockstil. Bygget av bland annat barockfasadens rosettfönster låg nere från och med 1707 (mitt under österrikiska tronföljdskriget) och återupptogs först 1730. Därefter färdigställde de lokala stenhuggarna Josep M. Bohigas, Antoni Casamor, Jaume Busquets och Domènec Fita ett antal monumentalskulpturer, vilka placerades i de tomma nischer i kyrkan som väntat på skulpturerna.
Det nuvarande klocktornet är från sent 1800-tal, enligt den då rådande renaixença-stilen. Så sent som 1975 slutfördes arbeten på "apostlarnas sidoportal".

## Plats och övrigt
Katedralen i Girona är rest på Plaça de la Catedral ('Domkyrkotorget'), den högsta delen av Girona. Den tornar upp sig över den lägre bebyggelsen i den gamla stadskärnan (Força Vella), en bit från floden Onyar. Kyrkan räknas som symbol för staden Girona och som ett katalanskt byggnadsminne, trots eller kanske tack vare sin egenartade blandning av romansk, gotisk och barock stil.

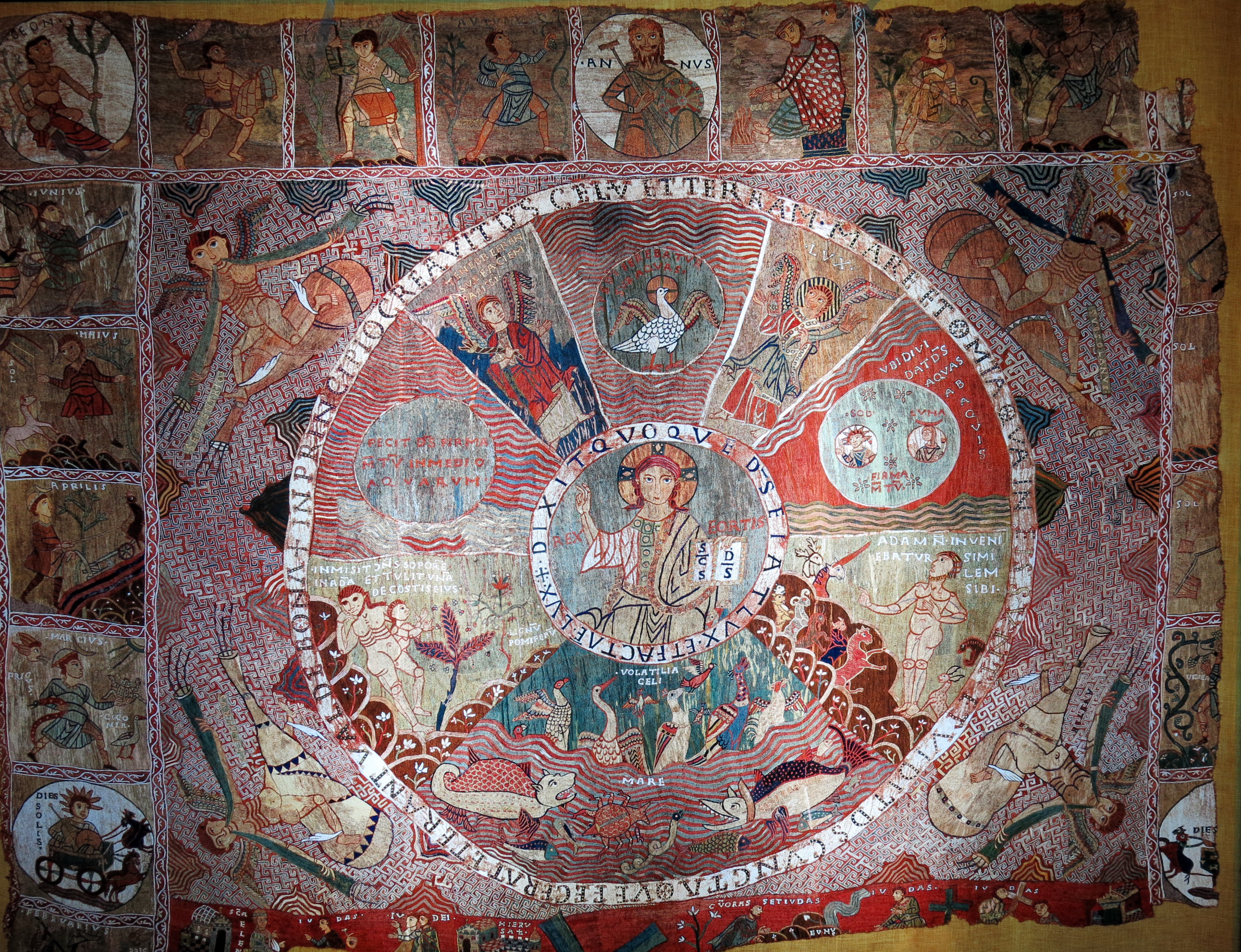
Det medeltida broderiet Skapelsen hänger i stiftsmuseet i anslutning till katedralen.

I stiftsmuseet, beläget inom katedralskomplexet, hänger det stora broderiet Skapelsen, ett av de äldsta kvarvarande exemplen på textilkonst i romansk stil.